# Bernat d'Esplugues
Bernat d'Esplugues (? – Barcelona, 21 de febrer de 1433) fou un notari i escrivà del Consell de la Ciutat de Barcelona.
El 1410 accedí al càrrec d'escrivà del Consell de la Ciutat de Barcelona, càrrec en el qual substituí al notari Bonanat Gili. Desenvolupà les seves funcions com a tal fins a la seva mort, el 1433, en què fou substituït pel notari Gabriel Canyelles.
Fou també notari públic de la ciutat de Barcelona, així com el titular de l'escrivania de la procuradoria general del Comtat d'Empúries.
El 28 de febrer de 1433 s'inicià l'inventari dels béns deixats a la seva mort, en els que s'inclou una importantíssima biblioteca, amb gairebé 200 llibres, un dels conjunts bibliogràfics més importants de l'edat mitjana a Catalunya. L'original del referit inventari no es conserva, però sí una còpia o trasllat de l'any 1509, obra del notari i també important bibliòfil Pere Miquel Carbonell.
Tot i que es tenien dubtes de l'autenticitat del referit inventari i, per tant, de la indicada fabulosa col·lecció de llibres, les darreres recerques semblen decantar-se per la seva versemblança.
El mateix rei Alfons el Magnànim, un altre bibliòfil, mostrà un gran interès en la referida biblioteca deixada a la seva mort per Bernat d'Esplugues, a fi d'adquirir-ne alguns còdexs. Així, el setembre de 1433, el rei manifesta que «és informat que en los béns d'en Bernat Splugues ha molts libres notables e de diverses facultats e axí mateix en los béns del bisbe de Barchinona e ara derrerament en los de mossèn Francisco Sarcola […] e axí altres notables libres entre altres dels dits defuncts»